# Gastromicans australis
Espèce
Synonymes
- Mirandia australis Badcock, 1932

Gastromicans australis est une espèce d'araignées aranéomorphes de la famille des Salticidae.

## Distribution
Cette espèce se rencontre au Brésil au Mato Grosso do Sul et en Argentine dans la province du Chaco,.

## Description
La femelle holotype mesure 4,5 mm.
La femelle décrite par Sherwood, Nadal et Pett en 2023 mesure 4,66 mm.

## Systématique et taxinomie
Cette espèce a été décrite sous le protonyme Mirandia australis par Badcock en 1932. Elle est placée dans le genre Gastromicans par Sherwood, Nadal et Pett en 2023.

## Publication originale
- Badcock, 1932 : « Reports of an expedition to Paraguay and Brazil in 1926-1927 supported by the Trustes of the Percy Sladen Memorial Fund and the Executive Committee of the Carnegie Trust for the Universities of Scotland. Arachnida from the Paraguayan Chaco. » Journal of the Linnean Society of London (Zoology), vol. 38, p. 1-48.